# Funeral Song
Funeral Song (The Resurrection) è un singolo del gruppo musicale finlandese The Rasmus, pubblicato il 25 aprile 2004 come quarto estratto dal quinto album in studio Dead Letters.

## Video musicale
Il videoclip è ambientato negli Stati Uniti ma è stato girato a Stoccolma dai registi Nicolas Fronda e Fredrik Löfberg.

## Tracce
CD promozionale (Germania)
1. Funeral Song (The Resurrection) – 3:21

CD singolo (Finlandia)
1. Funeral Song (The Resurrection) – 3:23
2. If You Ever – 3:54

CD singolo (Germania)
1. Funeral Song (The Resurrection) – 3:21
2. If You Ever (Previously Unreleased) – 3:50
3. Everything You Say (Previously Unreleased) – 2:45

## Formazione
Gruppo
- Lauri Ylönen – voce
- Pauli Rantasalmi – chitarra
- Eero Heinonen – basso
- Aki Hakala – batteria

Altri musicisti
- Martin Hansen – programmazione, tastiera, suoni aggiuntivi
- Mikael Nord Andersson – programmazione, tastiera, suoni aggiuntivi
- Ylva Nilsson, Håkan Westlund, Anna Wallgren – violoncelli
- Rutger Gunnarsson – arrangiamento strumenti ad arco
- Jörgen Ingeström – tastiera aggiuntiva

Produzione
- Mikael Nord Andersson – produzione, registrazione
- Martin Hansen – produzione, registrazione, missaggio
- Leif Allansson – missaggio
- Claes Persson – mastering

## Classifiche
| Classifica (2004) | Posizione massima |
| ----------------- | ----------------- |
| Austria           | 32                |
| Finlandia         | 2                 |
| Germania          | 24                |
| Italia            | 44                |
| Svizzera          | 54                |